# La Sonora Dinamita
La Sonora Dinamita es una agrupación mexicana de origen colombiano, esta liderada actualmente por Xiuhtlaltzin García Mota, Elsa López Aragón y Alma Divina Herrera López
La agrupación vio la luz por primera vez en Cartagena de Indias. Fundada el 22 de marzo de 1960 por Luis Guillermo Pérez Cedrón, conocido posteriormente como Lucho Argain, exponente de música tropical, principalmente de la cumbia. Por iniciativa de Antonio Fuentes (dueño de la casa disquera Discos Fuentes), con la voz del fallecido cantante, naturalizado mexicano Lucho Argain. En la actualidad han vendido entre 45 y 50 millones de copias en todo el mundo. 
Existen varios momentos en su historia que dan cuenta de su evolución hasta convertirse en embajadora de la música tropical de Colombia. Por ejemplo, sus primeros éxitos musicales en los estudios de grabación de esta disquera, en la ciudad de Medellín; su primera visita a México, país que se enamoró de su música y que adoptó la agrupación como propia, y la consolidación de su influencia internacional. La Sonora Dinamita llegó a México y se instaló en la ciudad de Torreón, Coahuila, ya que en aquella parte del país la música tropical goza de popularidad. En una entrevista el mismo Lucho Argain comentó: «Torreón es una ciudad muy parecida a Colombia por el estilo de música y por su gente».
[cita requerida]

## Carrera

### Inicios de la banda
En 1960, en los estudios de grabación de Discos Fuentes, el director artístico Luis Bernardo Saldarriaga, fue testigo de cómo Antonio Fuentes, fundador de la compañía, dio los primeros pasos para crear esta institución musical. Saldarriaga y Lalo Orozco empezaron por reunir músicos representativos de la costa Atlántica colombiana, propendiendo por cumplir con las recomendaciones que hacía don Antonio Fuentes.
Su primer nombre fue el de Sonora Buscapié y finalmente evolucionó al de La Sonora Dinamita. El grupo inicial estuvo integrado, por Ladislao «Lalo» Orozco en el piano, Clodomiro Montes en la batería, Saúl Torres y Ángel Mattos en las trompetas, Pedro Laza en el contrabajo, Guillermo Martínez en la guitarra, Gil Cantillo en el tres, Poli y «Mono» Martínez en los coros y Enrique Bonfante Castilla en las congas. Las primeras voces se hicieron con Luis Pérez Cedrón, Lucho Argain, y el Chamaco.
Las primeras grabaciones se hicieron en Medellín, donde se organizó en el estudio a los once músicos para trabajar con el grupo en pleno. Era la época en la que se grababa con la orquesta completa y cualquier error de los músicos hacía que todo el proceso se repitiera. Antonio Fuentes ya había aprendido a darle el gusto tropical que a la gente le gustaba y las primeras grabaciones de su sonora lo reflejaron a la perfección. Por eso fue que sus temas iniciales no tardaron en posicionarse en los primeros lugares de sintonía: Yo la vi y Mayén Rayé. De Dinamita (1962), su segundo larga duración se destacaron temas como Cola y hocico, Cumbia barulera, Para que bailes, Ritmo de tambo y Yo por ti. En 1963 publicaron Fiesta en el Caribe, del cual impusieron los temas Es un tiro, La negra Miguelina, La tienes tú y La vieron llorar. 

### Primera desintegración
La Sonora Dinamita se desintegró rápidamente, dos años después. Aunque habían logrado impactar desde sus primeras grabaciones, los músicos que la integraban eran grandes y reconocidos, por lo que cada uno de ellos decide continuar con sus proyectos personales. Sin embargo, sus grabaciones musicales se siguieron extendiendo a lo largo del continente. 
En México, la compañía Discos Peerless realizó un convenio con Discos Fuentes para iniciar su distribución a mediados de los años 60, el éxito fue inmediato entre los mexicanos, por lo que años más tarde la compañía presentó un LP para el mercado mexicano con éxitos de la agrupación colombiana, gracias a las constantes giras efectuadas en los principales teatros y Salones de baile, por iniciativa del Sr. Eduardo Ferandell.

### Discos Musart
Actualmente la agrupación tiene presencia en México, mediante Discos Musart.

### Segunda formación y consolidación
En 1977, la disquera Discos Fuentes volvió a buscar a Lucho Argain para reactivar las grabaciones de la Sonora Dinamita. En su segunda etapa presentaron su cuarta producción musical titulada La Explosiva y volvieron a reactivar su audiencia con éxitos como Del montón, Maicito a otro pollo, Guitarra amiga, Ave de paso, Negro maluco y Ja ja venao. 
Su quinto LP, El meneíto (1978), incluyó Se me perdió la cadenita, un rotundo éxito y con el cual su presencia en el mercado mexicano fue arrolladora. Esta obra también le permitió a La Sonora Dinamita ubicarse por primera vez en el famoso variado musical 14 Cañonazos Bailables. Esta canción aparece también en el videojuego Grand Theft Auto V, en una de las emisoras, más en concreto East Los FM.
El 1 de junio de 1979, se presentaron en el salón Los Ángeles de Ciudad de México, en México. Ésta fue su primera salida internacional. La agrupación había dejado grabado su sexto larga duración. Le siguieron múltiples presentaciones en toda América y lograron conquistar el mercado europeo. Por ejemplo, en 1989 realizaron su primera gira por Europa, y en 1991, en Nueva York, se presentaron por primera vez en el Madison Square Garden.
La década de 1980 significó más éxitos para la agrupación. Temas como Maruja, Las velas encendidas, El lagunero, Feliciana, Cumbia de la cadenita, Cumbia del espejo, Cumbia barulera, Del montón, La cumbia del sida, Virgen de la candelaria, Pilar, De nuevo el tao tao, entre otros. 
Entre sus primeras distinciones se encuentra el Disco de Platino, por las ventas de El africano (1988), que le otorgaron los empresarios en México. En 1989 de nuevo recibió el Disco de Platino en dicho país, y en 1990, fueron declarados ciudadanos honorarios de Dallas, Estados Unidos. 
Armando Hernández interpretó el tema de La Pochita con la agrupación Sonora Dinamita de Lucho Argain, tema dedicado a Sinaloa, México. Era un artista invitado de los ochenta. 
En el año de 1992 tuvieron éxitos resonantes y por ello fueron invitados de honor en los más destacados programas televisivos de América Latina, como Sábado Gigante, Siempre en domingo, El show de las estrellas y El show de Verónica Castro.
Con los álbumes musicales que le siguieron continuaron cosechando éxitos, siempre vigentes y al día como cuando se impusieron de moda ritmos como el techno-merengue, la cumbia-rap, la punta y la lambada. Por ejemplo, en su producción de 1992 publicó un tema como Caldo de camarón que utilizó el rap como gancho publicitario para conquistar las juventudes, sin perder el gusto por la cumbia.

### Directores
- Alma Divina Herrera Lopez, la China, desde 2002 a la fecha, después del fallecimiento de Lucho Argain

Pedro Manuel Osorio (percusionista) tomó cargo de la agrupación como director musical junto con alma después del fallecimiento de Lucho Argain en el 2002, hasta su fallecimiento en 2011.

### Sus recientes producciones
Publicaron A mover el cu (2003), un álbum grabado para Discos Fuentes en los estudios JGS de Monterrey, Nuevo León, México. De este trabajo se impuso el tema que le dio nombre a la producción, la misma que contó con los arreglos musicales de Eddy Guerra. Luego presentaron Cumbia universal (2005). En 2013, en reconocimiento a sus cincuenta años de trabajo artístico, la compañía programó un álbum digital doble con los éxitos más impactantes de su trayectoria musical. En 2014 volvió a ser noticia gracias a la publicación de los sencillos Mi movimiento, que se publicó en el álbum digital Salsa, champeta y tropical, fiesta latina, y, Corazón mentiroso, que logró posicionarse como uno de los éxitos para 14 Cañonazos Bailables vol. 54.

## Vocalistas y grabaciones
Canciones grabadas por vocalista
| Vocalista                             | Canciones grabadas |
| Alma Divina                           | Sobrevivire, La Negra tiene Tumbao, La Cumbiambera del Siglo, Rie y Llora, Yo Soy, El piripipi, Siempre estoy pensando en ti, Yo no naci para Amar, El Próximo Viernes, Otra ocupa mi lugar, Reminisencia, Malo y Mala Mala |
| Álvaro Pava                           | Mil horas, Despeinada, Pilar, Grito Vagabundo, Dame tu mujer José, La suavecita, El tuerto, La camisa negra, El vicio de tu boca, Mucho mejor, El Pollo, Mi mujer se puso buena, Que importa la edad, Cumbia Pigmeo , La negra sabrosa, Pintao el bigote (con Zoila Nieto), etc. |
| Álvaro León Pizarro                   | Amor en California, Cumbia Mario Bross. |
| Amina Osorio                          | La pollera colora ,El paraguas, Del ombligo para arriba, Busco un negro, El apagón, Ilusión perdida, La sobadita, No se levanta, güepaje, tabaquera .la maestranza |
| Armando Hernández                     | La Pochita |
| Aylem Rodríguez                       | Da que te vienen dando. |
| Bibiana Ramírez                       | Me duele el corazón, Mucha plata, La palmita, Dame un beso, La Soledad. |
| Bobby Ruiz                            | El marañon, pedazo de cariño. |
| Carlos Piña                           | Arbolito de Navidad, La víspera del Año Nuevo. |
| Carmen González                       | Noches de cumbia, Yo me llamo cumbia, Acuarelas del Río . |
| Doris Montenegro                      | |
| Eddy Guerra                           | La que toma ron, El gusano peludo. |
| Ernesto Elizondo                      | Ni me hablen de ella, El dolor de Micaela, Que check su email, La mueve, A mover el cu ..., Si no vuelve, La Disputa, Porque vives con ella, Con la cola entre las patas. |
| Gaby Sánchez                          | El baile del pum, Desnúdame, No vuelvas a llamarme. |
| Glenis Ramírez                        | Por que te quiero así, La sombra, Recuerdos, Cumbia iluminada. |
| John Jairo, Sorullo                   | Llegó el timbal, Donde Andaras. |
| Juliett (Myriam del Socorro Valencia) | El africano, Electricidad, Evidencias. |
| La India Meliyará                     | Las velas encendidas, Changó, Los mechones, La cumbiambera del siglo, Mi cucú, El viejo del sombrerón, Empujaito, La conga, El nopal, La malumbia, El apreton, La firma, La corazonada, Chicharrón, Gallina y Pescao, El peluquín, Largate Manuel, Que es lo que tu quieres, Carrataplum, Velita mia, Atarrayando, La cumbia de batman, Lindo maridito, etc.                                                                                             |
| Leydi Ballesteros                     | La historia de mi vida, Sabor de idilio, Los calzones. |
| Torres Louis                          | La pochita, Josefina. |
| Lucho Argain                          | La Parabólica, Cumbia Barulera, Ay Chave, Gaita Frenética, El Baile de la Vela, Se Me Perdió la Cadenita, Ya la Encontré, Maruja, El Morralito, Pobre Muchacho, Chango Negro, Mi Cucu, Que Lindo Cu, Feliciana, Cumbia del Espejo, Baila la Cumbia Teresa, Cumbia Soleada, Noche de Estrellas, El Lagunero, Las Brujas, La Cumbia Nació en Barú, Como una Piedra en el Zapato, La Papalotera, San Luis Potosí, Pajarito Pica Aquí, Cumbia Sonidera, etc. |
| Lucy Peñaloza                         | Calinda (con Lucho Argain), La nueva reina |

| Vocalista                                | Canciones grabadas |
| Luz Elena Restrepo                       | Otra ocupa mi lugar, El arrugadito (con Ernesto Elizondo). |
| Luz Esthela Montoya                      | El murciélago, La pelusita, Celosa, las cosquillitas, Calvo y cabezón. |
| Macondo (Brígido Chaverra)               | El amor de Claudia, La bamba, El solitario, El viejo del sombrerón (con La India Meliyará), Las mujeres a mi no me quieren, La piña madura (con La India Meliyará), La mochila, La araña picua (con La India Méliyara).                                                          |
| Marcela Díaz, Alma Calvario              | Las solteras. |
| Margarita la Diosa de la Cumbia          | Que nadie sepa mi sufrir, Oye, Macumba, Saca la maleta, De aquello na', La cortina, A mover la colita, Capullo y sorullo, Cumbia del Sida, la tabacona, llámame, buscando el gato, la toalla mojada, el telón etc.                                                               |
| May González                             | Pilonera, La Cortina (junto a Margarita). |
| Mike Alvear                              | El maniquí, La Chiqui, Guatemalteca, La chava, El chicharrón peluo. |
| Mónica Guzmán                            | Cariño mío, Futuro, Uno, Cumbia aeróbica, Cumbia caliente, Cumbia Cristiana. La cumbia caribe, Colombia tierra querida. |
| Nando Malo                               | Vuela vuela, La rama de pringamoza, Que criterio “La gota fría”, Talento en televisión, El muñeco, Kiskiriski, El anillito, La ventanita, La tierra, Agua viva, Cachete pechito & Ombliguito, Pitaste (con Adriana), La sejuela (con Amina Osorio), cumbia sabrosa, Amaneciendo. |
| Nathaly Guerra                           | Así no te amara jamás. |
| Natalia Herrera                          | Yo soy la cumbia. |
| Orlando Quesada                          | La medallita, El padre Armando, Amor a la mexicana, El chupacabras, Un día en New York, El traje de Eva, El tabacón (en Cuba no falta na')., sagüate cumbia, Negro José. Cumbia caletera                                                                                         |
| Oscar Luis Argain                        | El tiguerón, Son dos. |
| Pilar Solano                             | Fiel o no fiel, Que lindo cu "la segunda del cucú" (con Lucho Argain). |
| Rodolfo (con La Típica RA7)              | El ciclón, La cumbia de mi pueblo, La niña nory, María Cristina, Carola, El tizón, Soledad en la playa, La ricachona, Maluca. |
| Rubiana                                  | Aprovéchame. |
| Susana Velásquez vocalista [Salvadoreña] | Si vos te vas, La Cumbia de El Salvador, Gracias Verónica, El Ratón Vaquero, Que te la pongo / la bolita (with Willie Calderón), El bardo, Otro día más sin verte, Yo no nací para amar, Misión imposible.                                                                       |
| Vima Díaz                                | Escándalo, El desamor, Ya para qué, Suspiros, Chiquita pero cumplidora, La tembladera, De lo que te perdiste (con Lucho Argain). |
| Willie Calderón                          | Maldito cucú, Mete y saca, Islas canarias, Que te la pongo / La bolita (con Susana Velásquez). |
| Zayda Saladem                            | Ni pío, Tus lágrimas, Tristes Recuerdos. |
| Zoila Nieto                              | El bigote, Fallé y te perdí, Pintao el bigote (con Alvaro Pava). |

## Popularidad
Si bien sus seguidores identifican la agrupación con la voz de Argain, un variado elenco de voces ha integrado La Sonora Dinamita: Armando Hernández, Louis Towers, Rodolfo y su Típica RA7, Nando Malo y Carlos Piña, y en las voces femeninas la India Meliyara, Alma Divina Herrera López, la China, Margarita la Diosa de la Cumbia (A mover la colita), Zoila Nieto y Luz Stella, Vilma Díaz, Daniela Argaín, entre muchos otros.
Algunos de los temas de la banda, como El Lagunero, San Luis Potosí, A Guanajuato me voy, Ay Chave, entre otros, están dedicados a México, país al que deben su éxito. El grupo ya tenía experiencia dedicando temas a dicho país, como ocurre con el tema Aquí su taquero, el cual interpreta Lucho Argain. Algunas frases aludiendo a los sonideros de México de la mano con Rodolfo; Margarita; Lucy Peñaloza y John Jairo, Sorullo, de The Latin Brothers, y Capullo y Sorullo.
Su repertorio musical ha sido renovado para darse a conocer entre las generaciones más jóvenes, y entre los artistas que han participado se cuentan el Bebeto con La parabólica, Chuy Lizarraga con El cucú, la Morocha con El viejo del sombrerón, el Dasa con La Suavecita, Ángeles de Charly con Maruja, Los primos MX con Mil horas, Kika Edgar con Qué bello, entre otros artistas que han llegado a cantar con ellos. Y así La Sonora Dinamita se dio a los duetos con otros artistas.
La Sonora Dinamita es una de las agrupaciones de música tropical más escuchadas alrededor del mundo en el género de la cumbia, un ritmo alegre y contagioso que nace en Colombia desde la época de la esclavitud convirtiéndose así en uno de los folclores más importantes de este país.

## Contacto
1. ↑  «Página oficial».
2. ↑  «Página oficial».
3. ↑  «Página oficial».
4. ↑  «Página oficial».

- Datos: Q1799154
- Multimedia: La Sonora Dinamita / Q1799154